# Say It’s Not True
A Say It’s Not True a tizenkettedik dal a Queen + Paul Rodgers együttes 2008-as stúdióalbumáról, a The Cosmos Rocksról. Roger Taylor dobos szerezte még 2003-ban, kifejezetten a Nelson Mandela szervezésében megrendezett AIDS tudatosság kampány számára, és a 46664 koncerten való előadásra.

## Története
A dalt Brian May és Roger adta elő, Dave Stewart (Eurythmics) támogatásával a 2003. november 29-én. A Queen+Paul Rodgers koncertek során, 2005/2006-ban a dal akusztikus verzióját adták elő Roger énekével, aki minden alkalommal Nelson Mandelának, és a harcának ajánlotta azt. Egy ilyen előadás a Return of the Champions DVD-n is hallható.
A 2007. december 1-jén, Johannesburgban megtartandó következő 46664 koncert arra sarkalta Rogert, Briant és Paul Rodgers énekest, hogy befejezzék a dal stúdiófelvételét. Az ének részeket megosztották egymás között.  A dal internetről letölthető formátumban jelent meg, és úgy döntöttek, hogy egészen a koncert napjáig ingyenesen elérhetővé teszik. Készült hozzá egy videóklip is, amelyet ugyancsak a koncerten mutattak be.
Az együttes honlapján jelezték, hogy 2007. december 31-étől a dal CD formátumban is megjelenik, és a tervek szerint az eladásából származó összes bevételt Nelson Mandela 46664 alapítványának fogják adományozni. Ezt a döntést a dal iránti meglepő érdeklődés sarkallta: a honlapon a digitális megjelenést követő első hétvégén több mint százezer letöltést regisztráltak.
A CD-kiadás kereskedelmi forgalomba kerülése után a kislemez a 2008-as év második hetén felkerült az angol slágerlista 90. helyére, de rögtön a következő héten le is került a listáról.

## Idézetek
Azáltal, hogy szabadon elérhetővé tettük, reméljük, hogy segítettünk Nelson Mandela kampányának, hogy átadja az üzenetet: senki sincs biztonságban a fertőzéstől. Körültekintőnek kell lennünk, magunknak kell megvédenünk azokat, akiket szeretünk. A dal követi Mandela személyes üzenetéből ezt a sort: ezt a saját kezünkkel kell megállítani. – Roger Taylor

## Kislemez kiadás

### Internetes kislemez
1. Say It's Not True

### CD kislemez
1. Say It's Not True
2. Say It's Not True (videóklip)

## Helyezések
| Év   | Lista               | Legmagasabb helyezés |
| ---- | ------------------- | -------------------- |
| 2008 | Brit slágerlista    | 90                   |
| 2008 | Olasz slágerlista   | 5                    |
| 2008 | Holland slágerlista | 34                   |
| 2007 | Német slágerlista   | 82                   |